# Broken Arrows (Avicii)
Broken Arrows is een nummer van de Zweedse dj Avicii uit 2015, ingezongen door Zac Brown van de Zac Brown Band. Het is de vierde en laatste single van Avicii's tweede studioalbum Stories.
Het nummer haalde de 4e positie in Avicii's thuisland Zweden. Buiten Zweden had het nummer weinig succes. In Nederland haalde het nummer de 3e positie in de Tipparade, en in Vlaanderen haalde het de 12e positie in de Tipparade.